# 段皇后 (劉繼元)
段皇后（10世纪—10世纪），北汉英武帝刘继元的夫人。
她與刘继元的舅母、也是养母郭皇后关系非常差。因为刘继元是过继给舅舅刘钧。段氏因病去世后，刘继元怀疑是被郭皇后杀害的。刘继元即位后，派范超缢杀郭皇后，追封段氏为皇后，封号不詳。